# Mucropetraliella mucroaviculata
Mucropetraliella mucroaviculata is een mosdiertjessoort uit de familie van de Petraliellidae. De wetenschappelijke naam van de soort is voor het eerst geldig gepubliceerd in 1938 door Okada & Mawatari.